# 欉姓
欉姓是一个罕见的汉字姓氏，主要分布于台湾南投县埔里镇、花莲县及嘉义县等地。
“欉”字是“丛”的异体字，在基础上加木旁以凸顯草木丛生之意。相传欉姓先祖被仇人追杀时在草木丛之间避祸，因以为姓。